# Regering-Spaak III
De regering-Spaak III (20 maart 1947 - 27 november 1948) was een Belgische regering. De regering bestond uit de CVP/PSC (92 zetels) en de BSP/PSB (64 zetels). 
Ze volgde de regering-Huysmans op nadat de communisten uit de meerderheid waren gestapt. De communistische ministers hadden ontslag genomen na een conflict over de steenkoolprijzen en de houding van de regering ten opzichte van de mijnbouwbedrijven. De regering werd opgevolgd door de regering-Spaak IV na controverse rond de minister van Justitie Paul Struye (CVP/PSC). In november 1948 nam de minister van Justitie ontslag nadat hij beschuldigd werd van te veel clementie bij het bestraffen van collaborateurs. Uit solidariteit nam de hele regering ontslag.

## Samenstelling
De regering bestond uit 19 ministers. De CVP/PSC had er 9 en de BSP/PSB had er 8. Daarnaast waren er nog 2 experts in de regering.
| Ambtsbekleder               | Ambtsbekleder | Ambtsbekleder                                       | Functie                                                      | Partij                      |
| --------------------------- | ------------- | --------------------------------------------------- | ------------------------------------------------------------ | --------------------------- |
|                             |               | Paul-Henri Spaak (1899-1972)                        | Eerste minister                                              | PSB-BSP                     |
| Minister Buitenlandse Zaken |               | Paul-Henri Spaak (1899-1972)                        |                                                              | PSB-BSP                     |
|                             |               | Gaston Eyskens (1905-1988)                          | Minister Financiën                                           | CVP-PSC                     |
|                             |               | Paul Struye (1896-1974)                             | Minister Justitie                                            | PSC-CVP                     |
|                             |               | Camille Huysmans (1871-1968)                        | Minister Openbaar Onderwijs                                  | BSP-PSB                     |
|                             |               | Achiel Van Acker (1898-1975)                        | Minister Verkeerswezen                                       | BSP-PSB                     |
|                             |               | Jean Duvieusart (1900-1977)                         | Minister Economische Zaken en Middenstand                    | PSC-CVP                     |
|                             |               | Achille Delattre (1879-1964)                        | Minister Energie en Brandstof                                | PSB-BSP                     |
|                             |               | Joseph Merlot (1886-1959)                           | Minister Begroting                                           | PSB-BSP                     |
|                             |               | Léon-Eli Troclet (1902-1980)                        | Minister Arbeid en Sociale Voorzorg                          | PSB-BSP                     |
|                             |               | Piet Vermeylen (1904-1991)                          | Minister Binnenlandse Zaken                                  | BSP-PSB                     |
|                             |               | Maurice Orban (1889-1977)                           | Minister Landbouw                                            | CVP-PSC                     |
|                             |               | Raoul de Fraiteur (1895-1984)                       | Minister Landsverdediging                                    | extraparlementair           |
|                             |               | Paul De Groote (1905-1997)                          | Minister Economische Coördinatie en 's Lands Wederuitrusting | extraparlementair (PSB-BSP) |
|                             |               | Oscar Behogne (1900-1970)                           | Minister Openbare Werken                                     | PSC-CVP                     |
|                             |               | Pierre Wigny (1905-1986)                            | Minister Koloniën                                            | extraparlementair (PSC-CVP) |
|                             |               | Alfons Verbist (1888-1974)                          | Minister Volksgezondheid en Gezin                            | CVP-PSC                     |
|                             |               | Robert De Man (1900-1978)                           | Minister Wederopbouw                                         | CVP-PSC                     |
|                             |               | Georges Moens de Fernig (1899-1978)                 | Minister Invoer en Ravitaillering                            | extraparlementair           |
|                             |               | François-Xavier van der Straten-Waillet (1910-1998) | Minister Buitenlandse Handel                                 | CVP-PSC                     |